# Nepeta algeriensis
Nepeta algeriensis là một loài thực vật có hoa trong họ Hoa môi. Loài này được Noë mô tả khoa học đầu tiên năm 1855.